# Mesochorus velox
Mesochorus velox är en stekelart som beskrevs av Holmgren 1860. Mesochorus velox ingår i släktet Mesochorus och familjen brokparasitsteklar. Inga underarter finns listade i Catalogue of Life.